# Reprezentacja Katalonii w rugby union mężczyzn

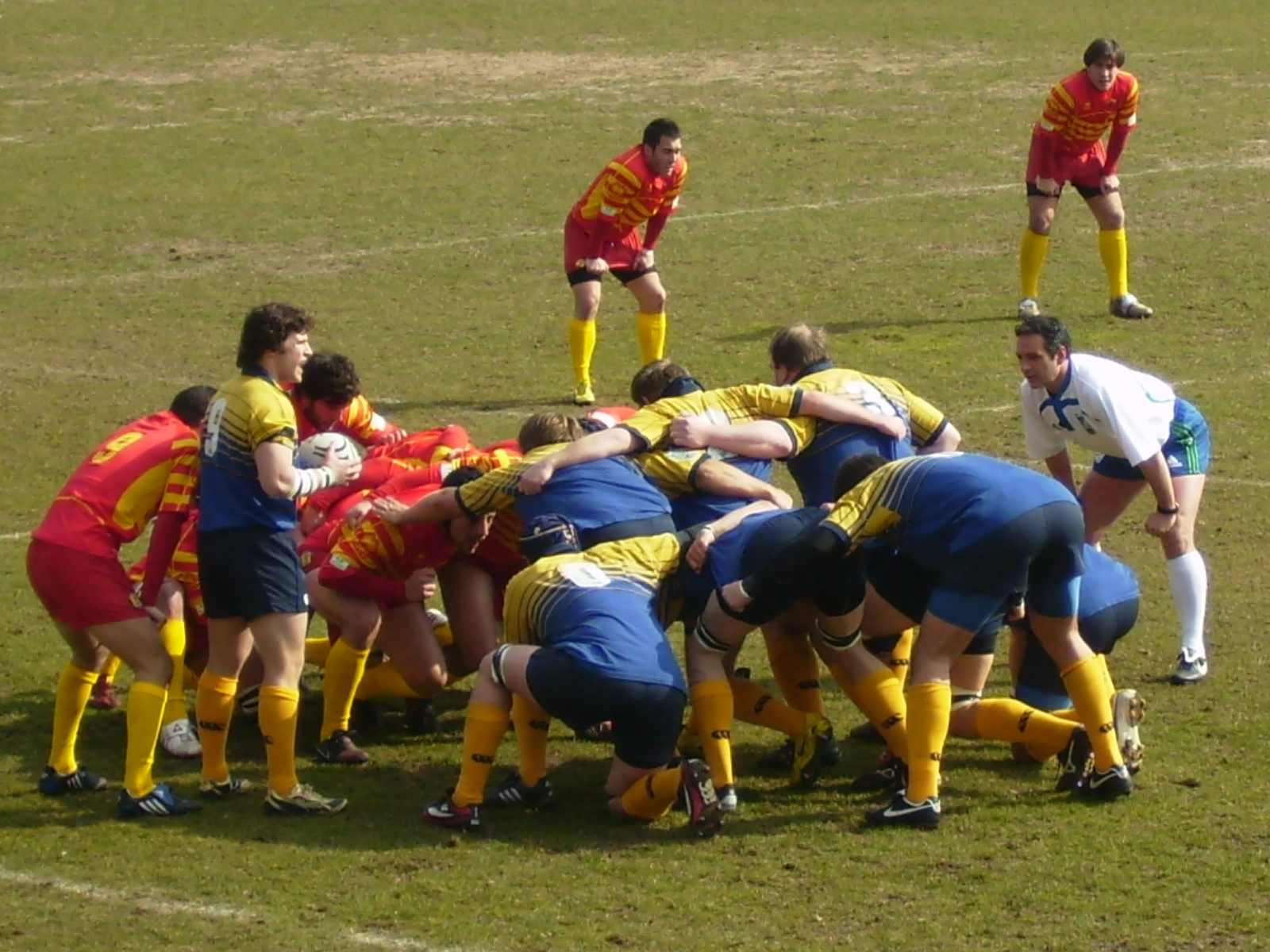
Mecz Katalonia – Szwecja (2010)

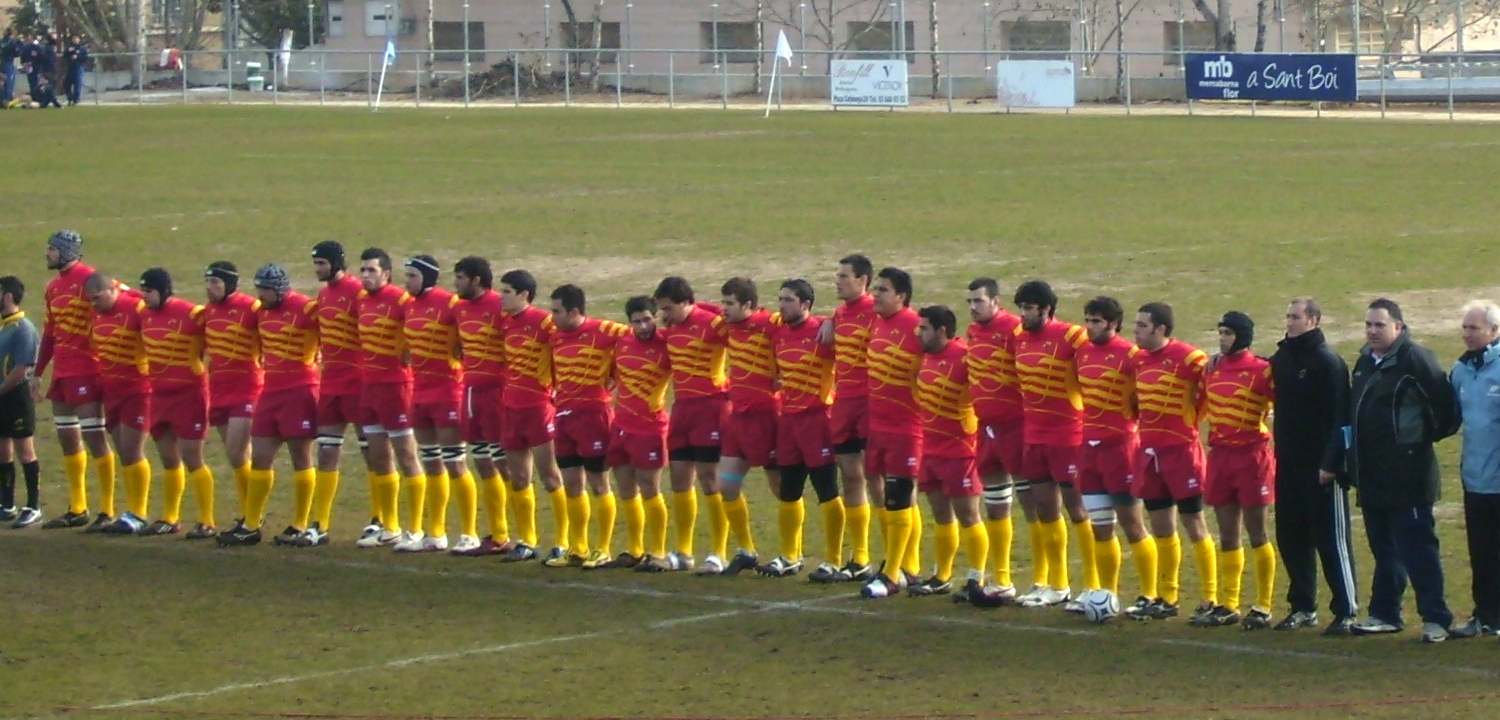

Reprezentacja Katalonii w rugby – drużyna reprezentująca Katalonię. W 1934 związek współtworzył FIRA i był jego oficjalnym członkiem. Po zakończeniu wojny domowej, w 1941 zespół został wycofany z FIRA. Obecnie reprezentacja stara się o ponowne przyjęcie do międzynarodowych struktur (IRB i Rugby Europe).

## Historia
Katalońska Federacja Rugby (kat. Federació Catalana de Rugbi) została założona w 1922. Swój pierwszy mecz reprezentacja rozegrała w 1923. Rywalem był francuski zespół Toulouse Lalande Olympique. 
W 1934 katalońska federacja była jednym z członków założycieli FIRA. W 1941, po zakończeniu wojny domowej, caudillo Francisco Franco włączył katalońskie struktury w hiszpańskie.
Od śmierci Franco, kataloński związek stara się o ponowne przyjęcie do międzynarodowych struktur (IRB i FIRA), argumentując, że jest historycznym założycielem FIRA. Reprezentacja obecnie rozgrywa mecze, lecz są to spotkania nieoficjalne.

## Wybrane mecze
| Oficjalne mecze  |           |           |       |           |                   |
| Data             | Gospodarz | Gość      | Wynik | Miasto    | Stadion           |
| 14 kwietnia 1934 | Katalonia | Włochy    | 5:5   | Barcelona | Camp de Les Corts |
| 27 maja 1934     | Katalonia | Francja   | 15:22 | Barcelona | Camp de Les Corts |
| 24 marca 1935    | Włochy    | Katalonia | 5:3   | Genua     | Luigi Ferraris    |
| 7 czerwca 1936   | Katalonia | Francja   | 17:24 | Barcelona |                   |

| Nieoficjalne mecze |           |          |       |                       |                        |
| Data               | Gospodarz | Gość     | Wynik | Miasto                | Stadion                |
| 11 czerwca 1982    | Katalonia | Irlandia | 17:22 | Barcelona             | La Foixarda            |
| 13 stycznia 1990   | Katalonia | Włochy   | 8:34  | Argelès-sur-Mer       |                        |
| 22 kwietnia 1990   | Katalonia | Tunezja  | 16:15 | Andorra la Vella      |                        |
| 25 marca 1995      | Katalonia | Andora   | 66:6  | Sant Boi de Llobregat | Estadi Baldiri Aleu    |
| 6 kwietnia 1995    | Katalonia | Czechy   | 40:12 | Barcelona             |                        |
| 28 maja 1997       | Katalonia | Francja  | 18:58 | Barcelona             | Olímpic Lluís Companys |
| 24 marca 1998      | Katalonia | Rosja    | 15:67 | L’Hospitalet          |                        |
| 13 czerwca 1998    | Katalonia | Włochy   | 19:40 | Barcelona             | Feixa Llarga           |
| 14 lutego 2010     | Katalonia | Szwecja  | 17:21 | Sant Boi de Llobregat | Estadi Baldiri Aleu    |